# Boyden Gate
Boyden Gate – wieś w Anglii, w hrabstwie Kent. Leży 46 km na wschód od miasta Maidstone i 93 km na wschód od centrum Londynu.